# Brian Crago
Brian John Crago (5 de mayo de 1926-14 de abril de 1998) fue un jinete australiano que compitió en la modalidad de concurso completo. Participó en dos Juegos Olímpicos de Verano en los años 1956 y 1960, obteniendo una medalla de oro en Roma 1960 en la prueba por equipos.

## Palmarés internacional
| Juegos Olímpicos | Juegos Olímpicos | Juegos Olímpicos | Juegos Olímpicos |
| Año              | Lugar            | Medalla          | Categoría        |
| ---------------- | ---------------- | ---------------- | ---------------- |
| 1960             | Roma (Italia)    | Medalla de oro   | Por equipos      |